# Compagnie des tramways de Loir-et-Cher

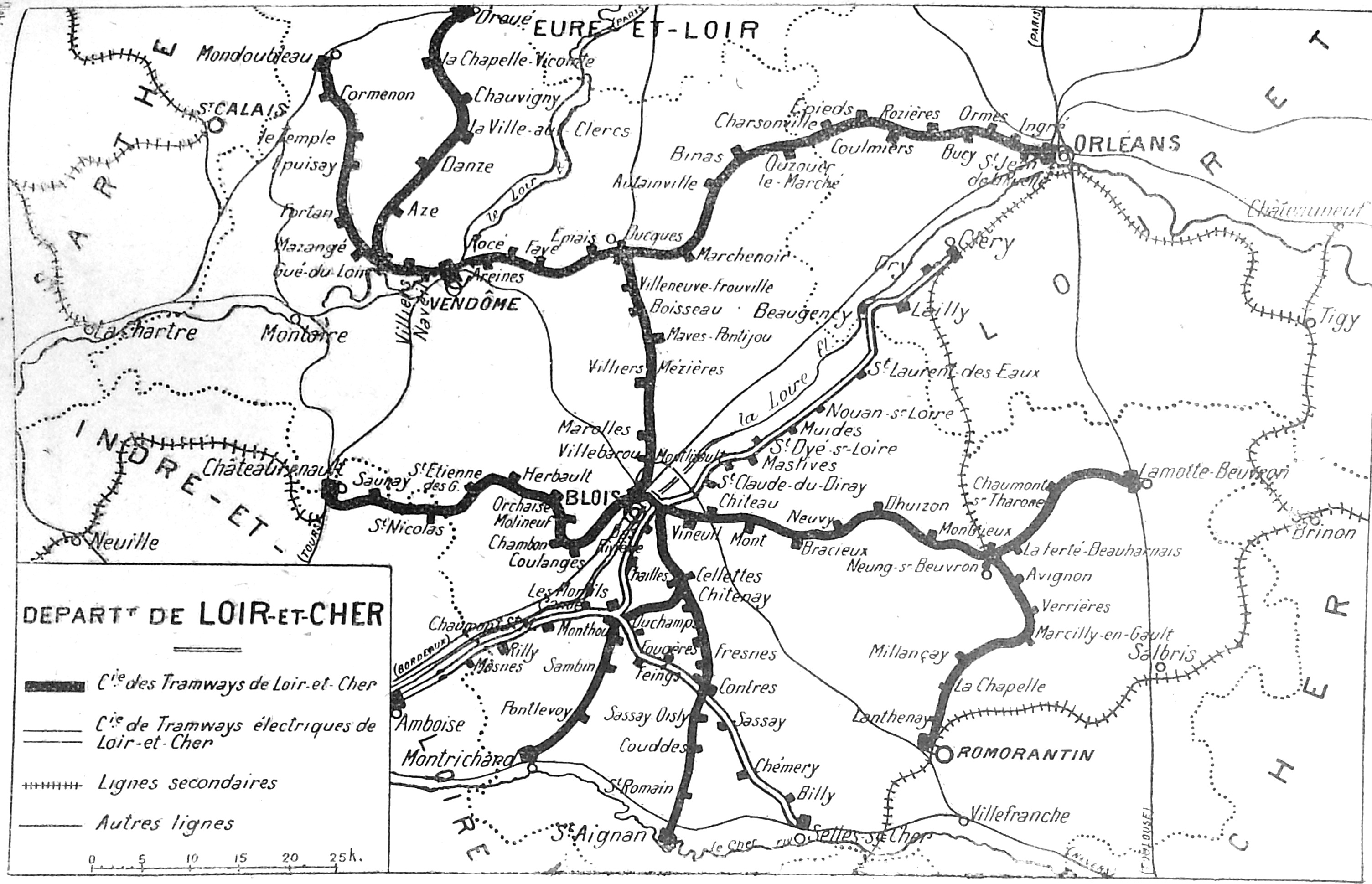
Plan des réseaux de chemins de fer d'intérêt local de Loir-et-Cher en 1928.
Les lignes exploitées par le TLC sont en traits noir épais

La Compagnie des Tramways de Loir-et-Cher (TLC) est formée le 23 décembre 1886, pour exploiter un réseau de tramways dans le département de Loir-et-Cher. 
Son réseau a existé jusqu'au 1er juillet 1934 et était alors complémentaire à celui des Tramways électriques de Loir-et-Cher (TELC) et de la Compagnie du chemin de fer de Paris à Orléans (PO). 

## Histoire

### Création
La concession du réseau est attribuée à Jaques Alfred Faliès. Le siège de la compagnie se trouve à Blois, au 5 rue du Haut Bourg.

### Développement
Le réseau est mis en service à partir de 1888. Les premières lignes à ouvrir sont celles reliant Blois à Lamotte-Beuvron et à Orléans (via Oucques). Onze ans plus tard est inaugurée la double ligne au sud, reliant Blois à Saint-Aignan et à Montrichard, rapidement suivie par la ligne entre Oucques et Vendôme en l'an 1900, d'où les prolongements sont ouverts en 1906 vers Mondoubleau et en 1909 vers Droué. Entre-temps, la dernière ligne à ouvrir dessert l'ouest du département en reliant Blois à Château-Renault et ouvre en 1908.

### Vue à grande échelle du réseau

#### Prolongements du TLC
À plus grande échelle, les lignes du réseau telles que présentées dans cet article s'inscrivent aussi dans des lignes plus larges :
- la ligne de Blois à Châteaudun (via Oucques),
- la ligne d'Orléans à Mondoubleau et Droué (via Oucques et Vendôme),
- la ligne d'Orléans à Romorantin (entre Neung-sur-Beuvron et Romorantin).

#### Correspondances aux réseaux régionaux
Les lignes du réseau du TLC étaient généralement conçues pour rejoindre des lignes ferroviaires construites quelques décennies plus tôt. Ainsi :
- la gare de Blois–Les Lices se situait à 400 m de la gare centrale, reliée à la ligne de Paris à Bordeaux, celle menant à Pont-de-Braye (Vendôme) et celle menant à Villefranche-sur-Cher (toutes gérées par PO),
- celles de Vineuil–Saint-Claude et de Romorantin également à la ligne de Villefranche-sur-Cher à Blois,
- les gares de Droué et Mondoubleau étaient connectées à la ligne de Chartres à Bordeaux-Saint-Jean (PO),
- celles de Vendôme et Château-Renault à la ligne de Brétigny à La Membrolle-sur-Choisille (ligne secondaire entre Paris et Tours, gérée par PO),
- celle de Montrichard était reliée à la ligne de Vierzon à Saint-Pierre-des-Corps (PO),
- celle de Lamotte-Beuvron à la ligne de Paris à Toulouse et Montauban (PO).

### Entre-deux-guerres et disparition
Faute d'usagers et à la suite de la démocratisation des voitures automobiles, le conseil départemental actera la fin des réseaux de tramways TLC et TELC à la fin 1933. Le service prend progressivement et définitivement fin entre le 1er janvier et le 1er juillet 1934.

## Lignes

### Blois–Orléans
Exploitation : 1888 – 1934
Longueur : 81,1 km.
Tracé :
- Blois–Saint-Lazare (tramway de Blois : ❹ et ❺)
- Villebarou
- Marolles
- Villiers–Mézières
- Maves–Pontijou
- Boisseau
- Villeneuve-Frouville
- Oucques (correspondances avec Oucques–Vendôme–Mondoubleau)

- Marchenoir
- Autainville
- Binas
- Ouzouer-le-Marché
- Charsonville (Loiret)
- Épieds (Loiret)
- Coulmiers (Loiret)
- Rozières (Loiret)
- Bucy (Loiret)
- Ormes (Loiret)
- Ingré (Loiret)
- Saint-Jean-de-la-Ruelle (Loiret)

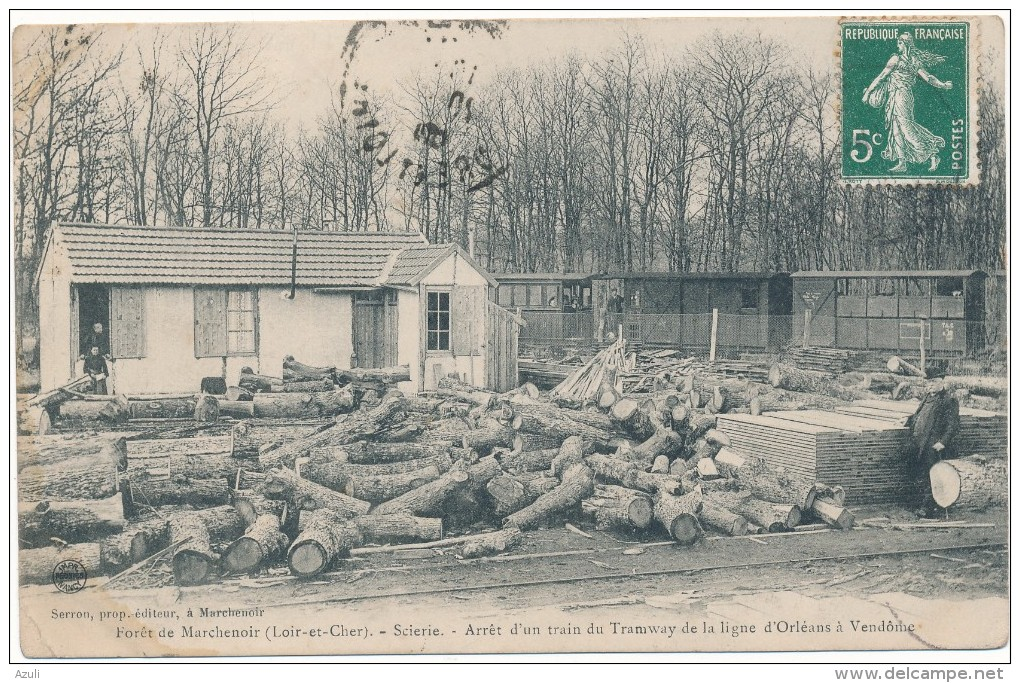
Foret de Marchenoir (Loir-et-Cher) - Scierie - Arret d'un train du Tramway de la ligne d'Orleans a Vendome

- Orléans–Moulin de l'Hôpital (Loiret – tramway d'Orléans : ➋)
- Gare d'Orléans* (Loiret – correspondance avec PO et tramway d'Orléans : ➋)

*: non desservi pour le transport de personnes

### Blois–Lamotte-Beuvron
Exploitation : 1888 – 1934
Longueur : 61 km.
Tracé :
- Blois-Vienne (tramway de Blois : ❶, ❸ et ❹)
- Vineuil
- Le Chiteau (trains régionaux)
- Mont

- Bracieux
- Neuvy
- Dhuizon
- Montrieux

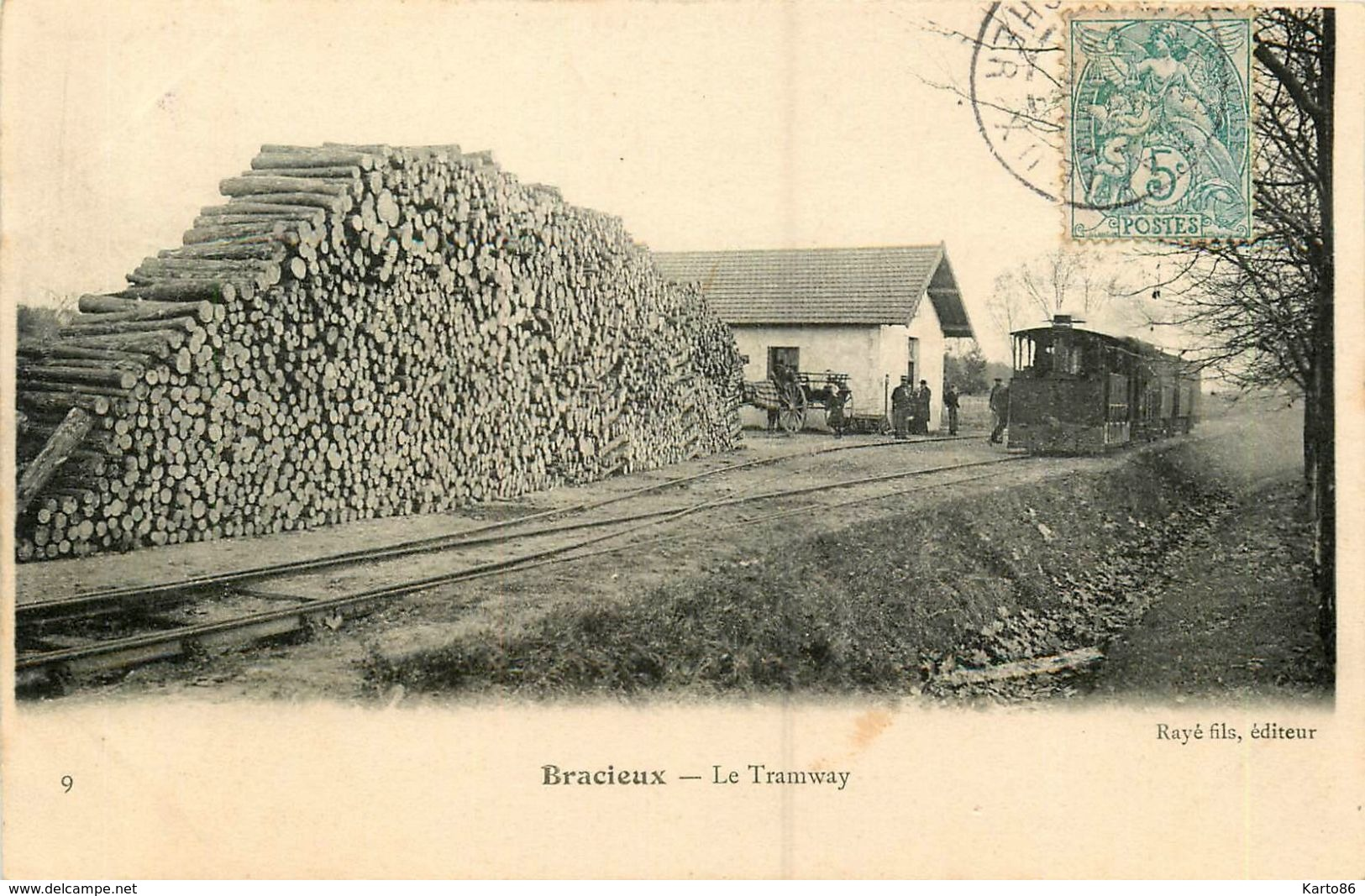
Bracieux - Le Tramway

- Neung-sur-Beuvron (correspondance avec Neung-sur-Beuvron–Romorantin et Orléans–Neung-sur-Beuvron)
- La Ferté-Beauharnais
- Chaumont-sur-Tharonne
- Lamotte-Beuvron (trains régionaux)

### Blois–Saint-Aignan
Exploitation : mai 1899 – juillet 1934
Longueur : 37,8 km
Tracé :
- Blois-Vienne (tramway de Blois : ❶, ❸ et ❹)
- Octroi de Saint-Gervais (❶, ❸ et ❹)
- Cellettes (correspondance avec Blois–Montrichard)
- Chitenay
- Cormeray
- Fresnes
- Contres (correspondance avec Les Montils–Selles-sur-Cher)
- Sassay–Oisly
- Couddes
- Saint-Romain
- Saint-Aignan

### Blois–Montrichard
Exploitation : mai 1899 – juillet 1934
Longueur : 39,5 km
Tracé :
- Blois-Vienne (tramway de Blois : ❶, ❸ et ❹)
- Octroi de Saint-Gervais (❶, ❸ et ❹)
- Cellettes (correspondance avec Blois–Saint-Aignan)
- Les Montils (correspondance avec Blois–Amboise et Les Montils–Selles-sur-Cher)
- Monthou-sur-Bièvre
- Sambin
- Pontlevoy
- Montrichard (trains régionaux)

### Oucques–Vendôme–Mondoubleau
Exploitation : 1900 (jusqu'à Vendôme) puis 1906 – 1934
Longueur :
Tracé :
- Oucques (correspondances avec Blois–Orléans)
- Épiais
- Faye
- Rocé
- Areines
- Vendôme (trains régionaux)
- Naveil
- Villiers
- Gué-du-Loir (correspondances avec Gué-du-Loir–Droué)
- Mazangé
- Fortan
- Épuisay
- Le Temple
- Cormenon
- Mondoubleau (trains régionaux)

### Neung-sur-Beuvron–Romorantin
Exploitation : 1906 – 1934
Longueur : 27,9 km.
Tracé :
- Neung-sur-Beuvron (correspondance avec Blois–Lamotte-Beuvron et Neung-sur-Beuvron–Orléans)
- Avignon
- Verrières
- Marcilly-en-Gault
- Millançay
- La Chapelle
- Lanthenay
- Romorantin (trains régionaux)

### Blois–Château-Renault
Exploitation : 1908 – 1934
Longueur : 40,2 km
Tracé :
- Blois–Les Lices (tramway de Blois : ❶, ❹ et ❺)
- Coulanges
- Chambon-sur-Cisse
- Molineuf
- Orchaise
- Herbault
- Saint-Étienne-des-Guérets
- Saint-Nicolas-des-Motets (Indre-et-Loire)
- Saunay (Indre-et-Loire)
- Saint-Malo (Auzouer-en-Touraine) (Indre-et-Loire)
- Château-Renault (Indre-et-Loire – trains régionaux)

### (Vendôme–) Gué-du-Loir–Droué
Exploitation : 1909 – 1934
Longueur : 33,5 km
Tracé :
- Gué-du-Loir (correspondances avec Oucques–Mondoubleau)
- Azé
- Danzé
- La Ville-aux-Clercs
- Chauvigny
- La Chapelle-Vicomtesse
- Droué (grandes lignes)

## Gares de Blois et correspondances
Il existait plusieurs gares à Blois, située sur chacune des rives de la Loire :
- Blois-Vienne (❶, ❸ et ❹), sur la rive gauche de la Loire (rue Ronceraie et à 150 m de Blois Électrique), affectée aux lignes du sud du département,
- Blois–Saint-Lazare (❹ et ❺), sur la rive droite (avenue de Châteaudun), affectée aux lignes allant vers Oucques,
- Blois–Les Lices (❶, ❹ et ❺), sur la rive droite, près de la gare centrale (PO) et affectée à la ligne de Château-Renault.

Les correspondances entre ces trois gares étaient alors assurées par le Tramway de Blois.

## Gare de jonctions
Le réseau était relié :
- en gares de Blois-Vienne, Oucques et Contres avec les TELC ;
- en gare de Neung-sur-Beuvron au réseau de la Compagnie des tramways du Loiret ;
- en gare du Moulin de l'hôpital, à Orléans, à la suite du raccordement via le « Pont Neuf » sur la Loire ; cette gare possédait une voie de rebroussement en direction de la gare du PO ;
- en gare de Romorantin au réseau du chemin de fer du Blanc-Argent ;
- en gares de Droué et Mondoubleau avec
- en gares de Vendôme et Château-Renault avec la ligne de Brétigny à Tours (PO) ;
- en gare de Montrichard avec la ligne de Vierzon à Saint-Pierre-des-Corps (PO) ;
- en gare de Lamotte-Beuvron avec la ligne de Paris à Montauban (PO).

## Matériel roulant

### Locomotives à vapeur
- Nos 1 à 16: Blanc-Misseron type 030t, N° construction (309-312), livrées en 1888, poids à vide 12 tonnes
- Nos 20 à 24: Weidknecht type 030t, N° construction (662-666)[5],  livrées en 1899, poids à vide 12,5 tonnes
- Nos 31 à 38: Blanc-Misseron type 030t, N° construction (329-336), livrées en 1906, poids à vide 13 tonnes
- Nos 51 à 56: Corpet-Louvet type 030t, N° construction (1066-1070), livrées en 1907, poids à vide 15 tonnes

### Voitures voyageurs à 2 essieux, accès par plate-forme extrêmes
- 6 voitures A (1re classe)
- 26 voitures AB (1/2e classe)
- 69  voitures B (2e classe)
- 25 fourgons à bagages

### Wagons de marchandises
- 68 wagons couverts
- 29 wagons tombereaux
- 182 wagons plats

## Vestiges et matériels préservés

### Odonymes
Le tramway à vapeur du XXe siècle a laissé quelques odonymes après son dernier passage. Ainsi, la commune des Montils comporte une avenue de la Gare.